# Silvio Fernández (schermidore 1946)
Silvio Fernández (Caracas, 21 aprile 1946) è un ex schermidore venezuelano.

## Biografia
Ha partecipato ai Giochi della XIX Olimpiade di Città del Messico nel 1968.

## Palmarès
In carriera ha conseguito i seguenti risultati:
- Giochi Panamericani:

Winnipeg 1967: bronzo nella spada a squadre.
Cali 1971: argento nella spada individuale.